# دهستان قصلان
دهستان قصلان نام دهستانی در بخش سریش‌آباد شهرستان قروه، استان کردستان در ایران است. براساس سرشماری مرکز آمار ایران در سال ۱۳۹۵، جمعیت آن ۴۸۵۶ نفر (۱۴۹۵ خانوار) بوده‌است.